# Пшибоже (Поморське воєводство)
Пшибоже (пол. Przyborze, нім. Lindenbusch) — село в Польщі, у гміні Колчиґлови Битівського повіту Поморського воєводства.
Населення — 19 осіб (2011).
У 1975-1998 роках село належало до Слупського воєводства.

## Демографія
Демографічна структура станом на 31 березня 2011 року:
|          | Загалом | Допрацездатний вік | Працездатний вік | Постпрацездатний вік |
| -------- | ------- | ------------------ | ---------------- | -------------------- |
| Чоловіки | 9       | 0                  | 9                | 0                    |
| Жінки    | 10      | 2                  | 3                | 5                    |
| Разом    | 19      | 2                  | 12               | 5                    |